# 大川学園医療福祉専門学校

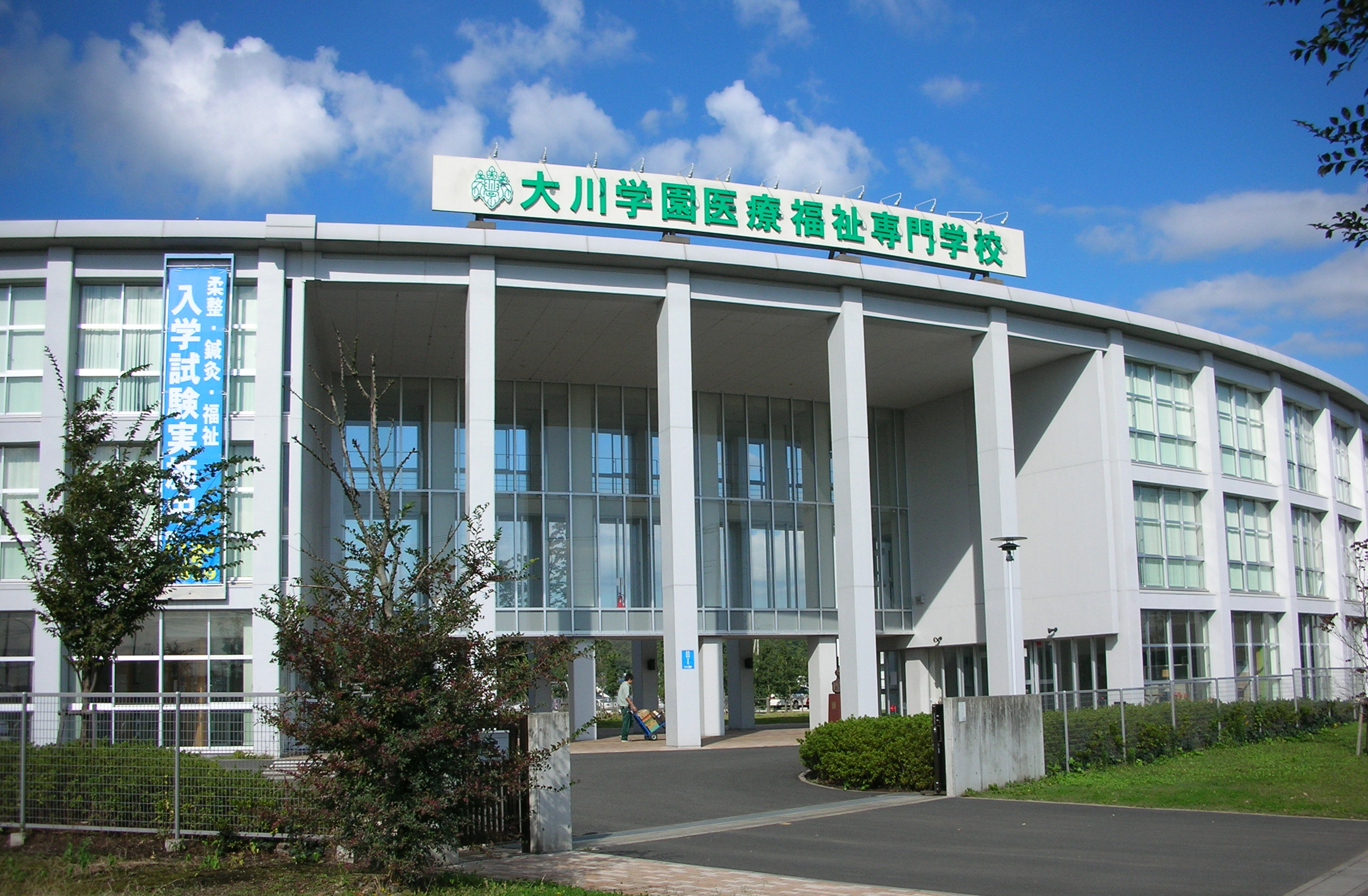
大川学園医療福祉専門学校

大川学園医療福祉専門学校（おおかわがくえんいりょうふくしせんもんがっこう）とは、埼玉県飯能市下加治に所在する専修学校。設置者は学校法人大川学園。

## 設置学科
- 介護福祉学科 
  - 介護福祉士養成施設　2年間昼間部
- 柔道整復学科
  - 柔道整復師養成施設 　3年間昼間部

## 沿革
- 2005年（平成17年） - 大川学園医療専門学校と大川学園福祉教育専門学校の統合を経て、大川学園医療福祉専門学校開校。柔道整復学科、鍼灸学科、介護福祉学科設置
- 2011年（平成23年） - 厚生労働省　緊急人材育成・就職支援基金事業認定講座(基金訓練)を開始

## 交通
- 飯能駅・東飯能駅よりスクールバス